# Imerys
Imerys S.A. es una compañía multinacional francesa que está especializada en la producción y procesamiento de minerales industriales. Tiene su sede en París y cotiza en el índice CAC.  
Imerys tiene operaciones en 50 países y cuenta con más de 16.000 empleados. Extrae rocas y minerales para la fabricación en general y las industrias de la construcción. 

## Historia
La compañía fue fundada en 1880 y desde hace muchos años era conocida como Imetal. Fue fundada por el familia Rothschild combinando algunas de sus muchas filiales en metales e industrias mineras. La actividad original del grupo era la minería y la transformación del níquel. Su nombre original era Société Penarroya—Le Níquel (SLN). Hacia 1970, el Grupo se diversificó y expandió hacia otros negocios. La compañía creó un holding bajo el nombre de Imetal.
De 1990 en adelante, Imetal centró su desarrollo en minerales industriales, persiguiendo una política de adquisición. El Grupo estableció posiciones en el negocio de pigmentos blancos y en el mercado de grafito. Más tarde creció a través de adquisiciones en refractarios, arcillas, cuerpos cerámicos y cerámica técnica. Entre 1994 y 1998, Imetal creció tanto a través de crecimiento orgánico como a través de crecimiento externo. En 1998, fue nuevamente reestructurada alrededor de dos sectores: metal y transformación de minerales, con sus correspondientes divisiones operativas.
En 1998, Imetal compró English China Clays plc, un productor importante de pigmentos blancos de Reino Unido (caolinita y carbonatos de calcio). Tras esta adquisición, Imetal enfocó su actividad hacia los minerales procesados, vendiendo su negocio de transformación del metal, incluidas las compañías norteamericanas Copperweld y Copperweld Canadá (ahora Fushi Copperweld). Para subrayar estos cambios, Imetal cambió también su nombre, dando nacimiento a Imerys el 22 de septiembre de 1999.
El Grupo completó estos cambios con la venta de otros negocios, como el de piedras de dimensión (Georgia, Estados Unidos) y procesamiento. Su negocio de distribución de sustancias químicas (CDM AB, Suecia) fue también vendido en 2004. En 2005, sus actividades comerciales minerales refractarias, sobre todo básicos refractarios (American Minerals, Inc, Estados Unidos) y distribución de productos (Larivière, Francia) también fueron vendidas. En cambio, Imerys adquirió a la compañía estadounidense Alleghany Corp. su filial  World Minerals Inc, productora principal de diatomita y perlita.
Desde 1997, la compañía fue dirigida primero de Patrick Kron, que pasó a Alstom en 2005, y desde entonces, por Gérard Buffière.

## Operaciones

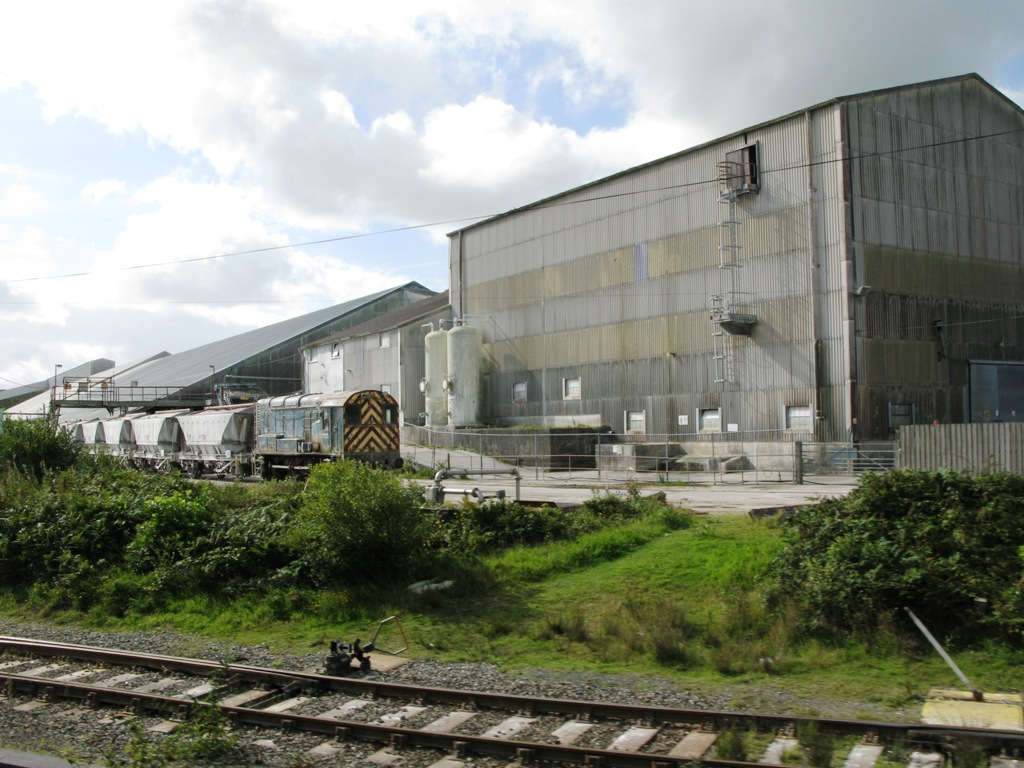
Empresa de arcilla de la porcelana en Clarín, Cornwall, Reino Unido

Activa en más de 50 países y con más de 250 ubicaciones industriales, Imerys opera en 121 minas y extrae 30 minerales diferentes o familias de minerales. La compañía consiguió ventas de casi €3.900 millones de euros en 2012. 
Utilizando minerales de sus reservas y procesos complejos, el grupo desarrolla soluciones de uso industrial para clientes muy diversos, en productos y procesos de producción. Sus minerales tienen muchas aplicaciones en la vida diaria, incluyendo la construcción, los productos de higiene, papel, pintura, plástico, cerámica o telecomunicaciones.

### Divisiones operativas
La compañía, especializada en la minería y la distribución de minerales industriales, está organizada en cuatro divisiones operativas: 
- Soluciones de energía aplicada: carbonatos de calcio para papel, pintura, polímeros, belleza o salud; carbonos negros, grafito sintético y natural y energía móvil; minerales para gasistas y la industria del petróleo; aluminio y silicato monolítico refractario utilizado en las industrias de alta temperatura.

- Filtración y aditivos de rendimiento: caolita para papel, polímeros, recubrimientos; talco para plásticos, pintura, papel, cerámica, belleza o salud; mica para plásticos y recubrimientos; diatomita y perlita -productos para el filtro de aceites comestibles.

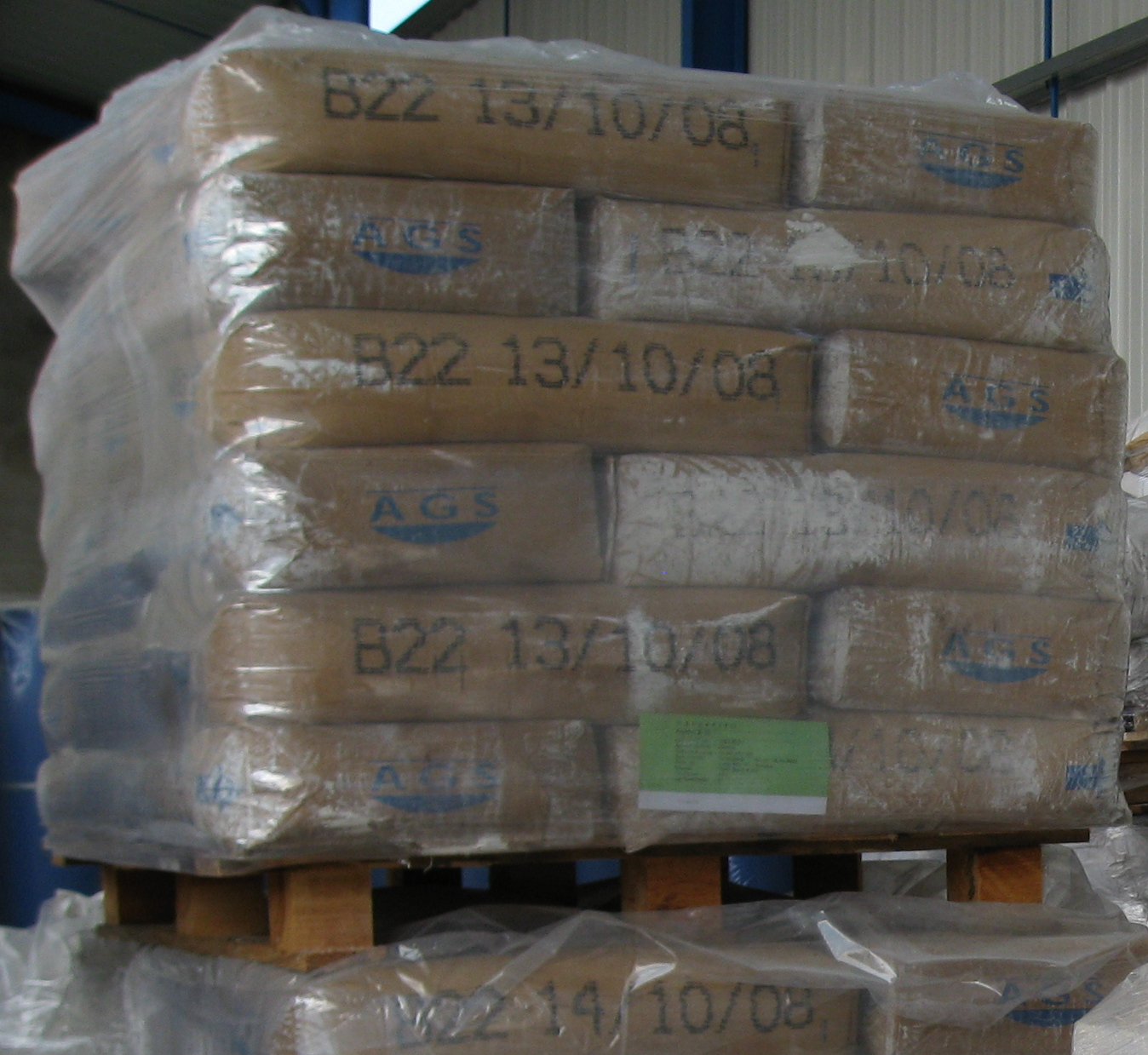
Sacos de caolinita, de AGS Minéraux

- Materiales cerámicos: terracota, azulejos y accesorios; minerales para cerámicos e industrias cerámicas.

- Minerales de alta resistencia: minerales refractarios (andalusita, arcillas...) para industrias de alta temperatura; minerales abrasivos, refractarios, cerámica técnica, elementos para el acero, el hierro o la construcción y equipamientos industriales.

Estas divisiones se organizan para actividades operacionales en economía de escala, según mercados concretos.

## Asuntos corporativos

### Datos financieros
Imerys ingresó €3.885 millones en 2012. La cuota de resultados de cada una de las divisiones es la siguiente:
- Soluciones de energía aplicada: 32% de ingresos;
- Filtración y aditivos de rendimiento: 28%;
- Materiales cerámicos: 20%;
- Minerales de alta resistencia: 20%.

El desglose geográfico de los ingresos de 2012 es como sigue: 
- Europa Occidental: 46%;
- América del Norte 22%;
- Países emergentes: 27%;
- Australia/Japón: 5%.

### Accionariado
Los accionistas principales (diciembre de 2012): 
- Belgian Securities BV: 56.21%
- Otros accionistas: 43.79%

### Comité ejecutivo
- Gilles Michel, Presidente.
- Cristiano Schneck, Adjunto a la Presidencia.
- Olivier Hautin, Vicepresidente.
- Daniel J.Moncino, Vicepresidente.
- Frédéric Beucher, Vicepresidente.
- Alessandro Dazza, Vicepresidente.
- Michel Delville, Jefe Financiero.
- Denis Musson, secretario de la compañía.
- Thierry Salmona, Vicepresidente.
- Bernard Vilain, Vicepresidente.